# 费谢尔德
费谢尔德是德国下萨克森州的一个市镇。总面积75.87平方公里，总人口16028人，其中男性7871人，女性8157人（2011年12月31日），人口密度211人/平方公里。